# Partizanski zločini v Gračanih
Partizanski zločini v Gračanih označujejo pobijanje civilistov in vojnih ujetnikov s strani pripadnikov JLA med 10. majem in 31. majem 1945 v Gračanih ob vznožju Zagrebčanske Gore pri Zagrebu po bitki proti fašističnim silam po uradni kapitulacija nacistične Nemčije.
Po koncu druge svetovne vojne so jugoslovanski komunisti brez sojenja z streljanjem pobili neznano število sovražnikov v okolici Gračanov (ujeti ustaški in nemški vojaki ter civilisti). Leta 2013 so se začele identifikacije žrtev in so se nadaljevale do leta 2018, ko so bili izkopani posmrtni ostanki nadaljnjih žrtev.

## Okoliščine zločinskega dejanja
Od 8. do 10. maja 1945 je na območju Gračanov potekala dvodnevna bitka med partizanskimi silami in ustaško-nemškimi silami, ki so bežale iz Zagreba. Umikajoč se v koloni so vstopili v hud spopad s partizanskimi enotami na območju Bukovačke ceste, Markuševca in Gračanov, zagrebških naselij, ki se nahajajo na pobočjih Medvednice. Po poročilu Državne komisije za vojne zločine so ustaške enote pod poveljstvom Rafaela Bobana med tem umikom storile vojne zločine, zlasti rop in več pobojev lokalnih civilistov, zlasti na območju Markuševca (naselje Bačun). Število mrtvih v bojih med 8. 10. majem 1945 ni bilo z gotovostjo ugotovljeno, je pa po nekaterih virih znašalo 80-95 mrtvih iz vrst HOS-a in nemške vojske ter 15-20 mrtvih vojakov jugoslovanske vojske. Po drugem poročilu so izgube JA v bojih na Medvednici znašale kar 78 smrtnih žrtev in 370 huje poškdovanih. 
Po koncu bitke je 11. maja štab VI. Liška proleterska divizija Nikola Tesla pod poveljstvom generala Đoka Jovanića je obvestila o predaji nemške 42. pehotne divizije (približno tri tisoč ljudi), medtem ko so se ustaške enote hoteli predati, ko so bile v gozdu Medvednica. Zato so brigade odredile množične poboje v Medvednici in njeni okolici. V naslednjih dneh so bile preostale skupine vojakov osi ujeti, ujetniki pa so bili večinoma pobiti na več lokacijah, nekatere so bile označene po razpadu Jugoslavije (npr. Obernjak, Zlodijev breg, Zdenčec, Bjelčenica). Konec maja 1945 so lokalne službe po naročilu Krajevno ljudskoosvobodilnega odbora Gračani pokopale skupaj okoli 806 ljudi v približno dvajsetih grobovih, od tega 23 žrtev ustašev (večinoma so pobili domačini) med ustaškim umikom čez Medvednico) in nemški Wehrmacht (umorjen ali pobit po zajetju), vendar je bilo med trupli tudi nekaj vojakov jugoslovanske vojske.

## Prva izkopavanja v letih 2012 in 2013
Urad za ugotavljanje označevanja in vzdrževanje grobov žrtev komunističnih zločinov po drugi svetovni vojni je oktobra 2012 začel s prvimi izkopavanji. Urad za javno obveščanje je ob začetku raziskave poročal, da je poročilo lokalnega zdravstvenega inšpektorja Miroslava Haramije, ki je v sodelovanju z več kot šeststo prebivalci Gračanov in bližnjih vasi organiziralo pokop (zunaj pokopališča, v 17 neoznačenih pokopališča so kasneje ostala v tajnosti), ki trdi, da so komunistični zločinci nepokopali 783 žrtev. 
Aprila 2012 je bilo s pokopališča na Obernjaku izkopanih prvih 36 žrtev, 170 in 210 pacientov in članov bolnišničnega osebja, potem, ko so sanatorij takoj po koncu vojne zasedli enote jugoslovanske vojske. Žrtev so ustrelili v glavo. Oktobra 2012 so na Krivićevem brijegu našli posmrtne ostanke 30 žrtev. Potrjeno je bilo, da pripadajo dijakom domobranske šole, ki so bili takrat na pragu polnoletnosti. Roke vseh so bile zavezane z žico, zato je mogoče ugotoviti, da so jih komunisti ubili s streljanjem. 
Maja 2015 so v Gračanih odkrili spominsko obeležje Gračani-Banja Luka v spomin na 134 prej identificiranih žrtev komunističnega režima, umorjenih maja 1945 na preiskanih lokacijah Banja Luka, "Zlodijev breg" in "Peščenka" na območje Gračana. 

## Nadaljevanje del na raziskovanju pokopališč
Leta 2017 so med deli na infrastrukturi na območju naravnega parka Medvednica preverili, ali so na poti izkopavanja pokopališča, in ugotovili, da v tej smeri ni človeških posmrtnih ostankov. 
Aprila 2018 je ministrstvo hrvaških veteranov na Hrvaškem ponovno začelo identificiranje žrtev na območjih, kjer je veljalo, da se nahajajo človeški posmrtni ostanki. V izkopavanjih, ki so trajala od 9. aprila do 21. junija 2018, so izkopali posmrtne ostanke najmanj 265 ljudi: 40 na Obernjaku, 24 na Gračanih-Banja Luka, 99 na Pešćenki, 35 na Zlodijevem bregu in 67 ljudi v Zdenčcu.